# Layout (DTP)
Layout – ogół informacji w postaci zestawu instrukcji, zaimplementowanych interfejsów i zintegrowanych danych przeznaczonych dla komputera do realizacji wyznaczonych celów.

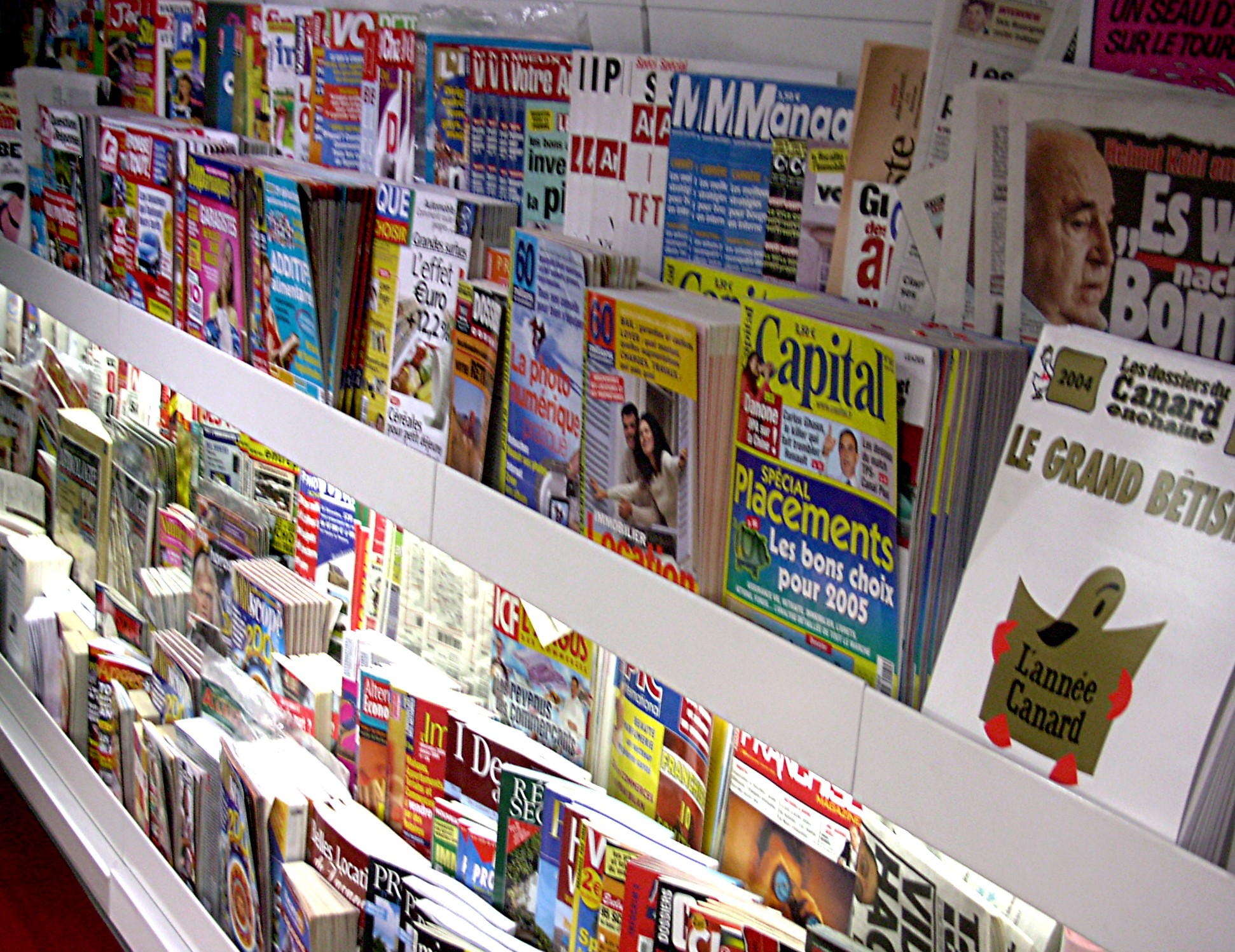
300pxStoisko prasowe – rozpoznawalna szata graficzna wykonana na podstawie projektu – layoutu umożliwia znalezienie danej publikacji i wyróżnienie jej spośród innych

W DTP są to cechy charakterystyczne obrazu strony (także okładki i obwoluty), powtarzające się we wszystkich kolejnych numerach danego czasopisma lub w kolejnych publikacjach książkowych w ramach serii wydawniczej, narzucające publikacji unikatowy charakter i wyróżniające spośród innych pozycji tytułowych. Na podstawie layoutu, grafik redakcyjny przygotowuje dla każdego kolejnego numeru (wydania) publikacji makiety wszystkich stron.
Layout ma znaczenie praktyczne. Umożliwia czytelnikowi łatwe orientowanie się w dużej ilości informacji zawartych w publikacji poprzez odnajdywanie stałych, charakterystycznych elementów. Naczelną cechą jest tutaj konsekwencja. W skład layoutu wchodzą jednolicie ustalone w skali całej publikacji (lub jej jednostek tematycznych, działów):
- marginesy,
- podział tekstu na konkretną liczbę łamów,
- parametry samego tekstu takie jak krój pisma, jego stopień, interlinia,
- podział na akapity,
- wielkość wcięć akapitowych,
- wielkość inicjałów
- kolorystyka całości,
- elementy graficzne powtarzające się w całym artykule, sekcji lub w całym piśmie,
- paginy,
- winiety,
- charakterystyczny układ spisu treści,
- stopka redakcyjna,
- typowa grubość i kolor ramki zawierającej zdjęcie lub tekst,
- standardowe kreski rozdzielające bloki tekstu,
- charakterystyczne tła i wiele innych elementów.

W dobrze zaprojektowanym layoucie powinno być wiele z góry zaplanowanych sytuacji, a ich konsekwentne respektowanie jest jedną z najważniejszych rzeczy świadczących o wysokim poziomie edytorskim publikacji.
Layout jest wzorcem, którego należy się trzymać bardzo dokładnie (wiernie), a ewentualne – szczególnie drobne – modyfikacje są absolutnie niedopuszczalne. Drobne zmiany od razu psują obraz całości i są łatwe do wychwycenia, natomiast dopuszczalne są (i robi się tak w praktyce) zmiany duże, czyli tworzenie poszczególnych stron całkowicie odmiennych od pozostałych. Takie strony po prostu nie zaliczają się do layoutu, co nie oznacza jednak wcale naruszenia układu całości. Stąd wniosek, że layout nie dotyczy wszystkich bez wyjątku stron. Zwykle publikacja składa się ze stron typowych (posiadających layout pisma) oraz ze stron całkowicie odmiennych – mogą to być np. strony z reklamami całostronicowymi. Najgorszą rzeczą jest niewielkie naruszenie layoutu na jednej ze stron lub w części publikacji. Jeżeli nie można postąpić inaczej – należy zmienić layout całości. Mamy wtedy po prostu do czynienia z nowym layoutem. Sytuacja taka może zaistnieć, gdy czasopismo przenosi się do innej drukarni, która może narzucić własny preferowany rozmiar papieru. Taka zmiana layoutu narzucona czynnikami zewnętrznymi powinna być możliwie niewielka, ograniczona tylko do koniecznych przeróbek i nie powinna być pretekstem do wprowadzania dalszych zmian cząstkowych.
Ogólnie layout czasopisma powinien być możliwie stały w pewnym większym przedziale czasu liczonym na kilka lat. Jest to związane z przywiązaniem określonej grupy odbiorców do danego tytułu i z pracą wydawnictwa nad stopniowym pozyskiwaniem następnych stałych czytelników.
Terminu layout używa się także w innych sytuacjach, np. szablony stron internetowych.